# ريتشارد غارنو
ريتشارد غارنو هو كاتب وصحفي كندي، ولد في 15 يوليو 1930 في مدينة كيبك في كندا، وتوفي في 20 يناير 2013 في مونتريال في كندا.